# Henk Peeters

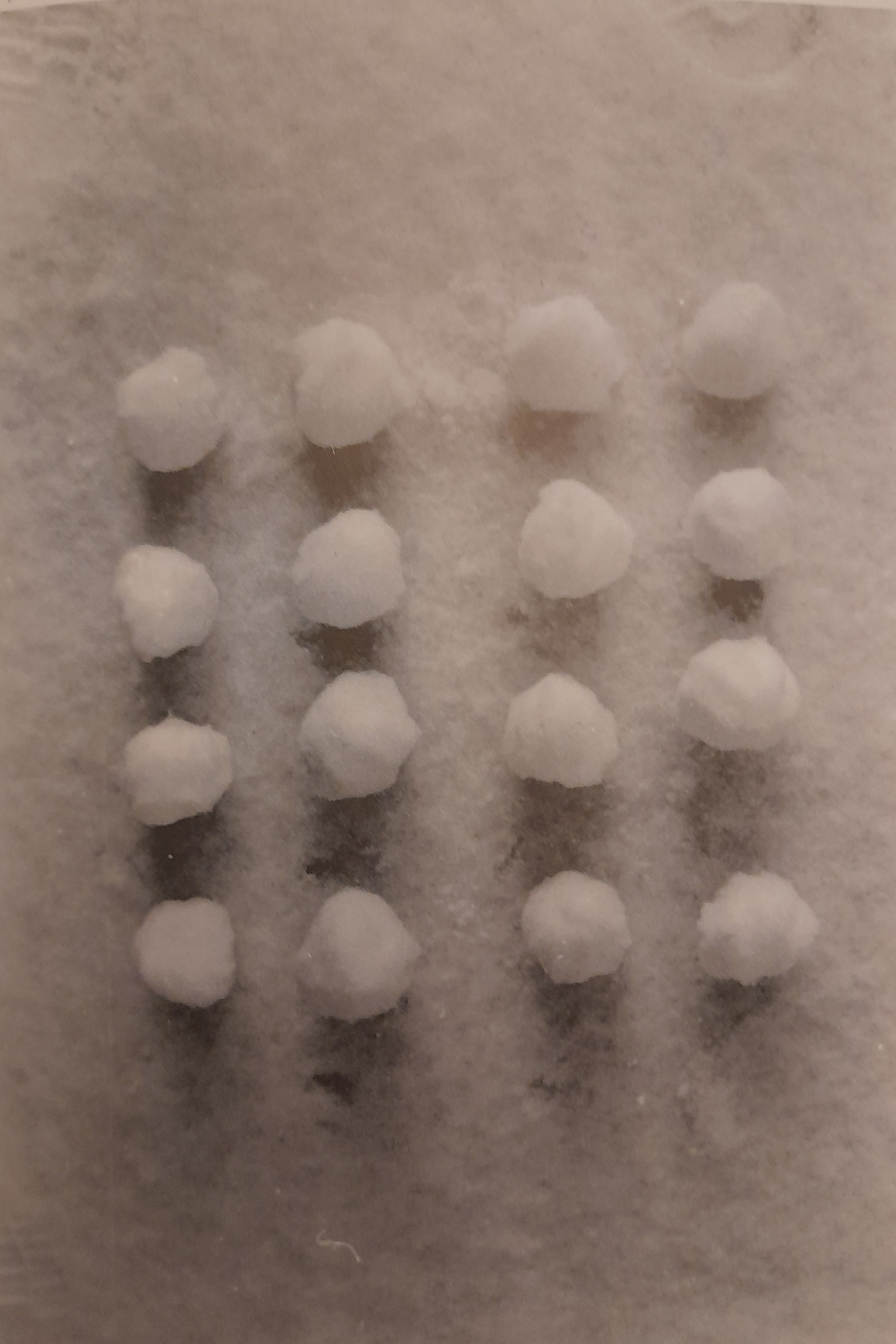
1. 60-18 (sneeuwballen in de sneeuw), 1960, zwart-witfoto, 120 x 100 cm. Collectie Erven Peeters

Henk Peeters (Den Haag, 8 december 1925 – Hall, 13 april 2013) was een Nederlands beeldend kunstenaar. Hij maakte deel uit van de Nederlandse Nul-beweging.

## Biografie
Samen met de kunstenaars Armando, Jan Schoonhoven en Jan Henderikse richtte hij in de jaren zestig de Nulgroep op, die zich afzette tegen Cobra en streefde naar objectieve kunst - van elke emotionele waarde ontdaan.
Peeters was de onvermoeibare organisator en woordvoerder. Hij had veel en intensieve contacten met de Zero-beweging in het buitenland. Hij onderhield contact met Duitse Zero-kunstenaars als Otto Piene, met Italianen als Lucio Fontana en Piero Manzoni, en met Yves Klein uit Frankrijk. Zo verbond hij de Nederlandse Nul-beweging met de internationale Zero. Hij bracht als eerste de Japanse Gutai-groep tezamen met de internationale Zero-beweging. Buiten zijn kunstenaarschap schreef hij kritieken, maakte publicaties, en organiseerde tentoonstellingen waaronder de Nul-tentoonstellingen in het Stedelijk Museum van Amsterdam.
Henk Peeters was getrouwd met de fotografe Truus Nienhuis (1929-2019).

## Werk
Peeters werkte als kunstenaar het liefste met kant en klare producten zoals watten of afwasborstels van de HEMA of Vroom & Dreesmann. Hij kocht deze nieuw in en verwerkte ze in zijn kunstwerken, meestal geassembleerd.
Op latere leeftijd, vanaf de jaren negentig, maakte hij hele series schilderijen van koeienvachten, gespannen op een spieraam. De huid van de koe met zijn willekeurige patroon van zwart-witvlekken vormde de inhoud van het schilderij. Toeval was hem erg welkom daarbij, om zo te komen tot het vermijden van de individuele uiting in het kunstwerk. Daarin bleef Peeters - samen met Jan Schoonhoven - het langste de principes van de Nul-beweging trouw: het streven naar het objectieve, niet-persoonlijke. In 2011 begon Peeters met het maken van replieken, hij liet kopieën maken van zijn vroege pyrografieën.

## Tentoonstellingen (selectie)
- ZERO, Let Us Explore The Stars, 4 juli t/m 7 november 2015 in het Stedelijk Museum in Amsterdam
- ZERO Countdown to Tomorrow, 1950s-60s, 10 oktober 2014 - januari 2015, Guggenheim, New York, USA
- Henk Peeters, 10 september t/m 11 december 2011 in het Gemeentemuseum Den Haag in Den Haag[2]

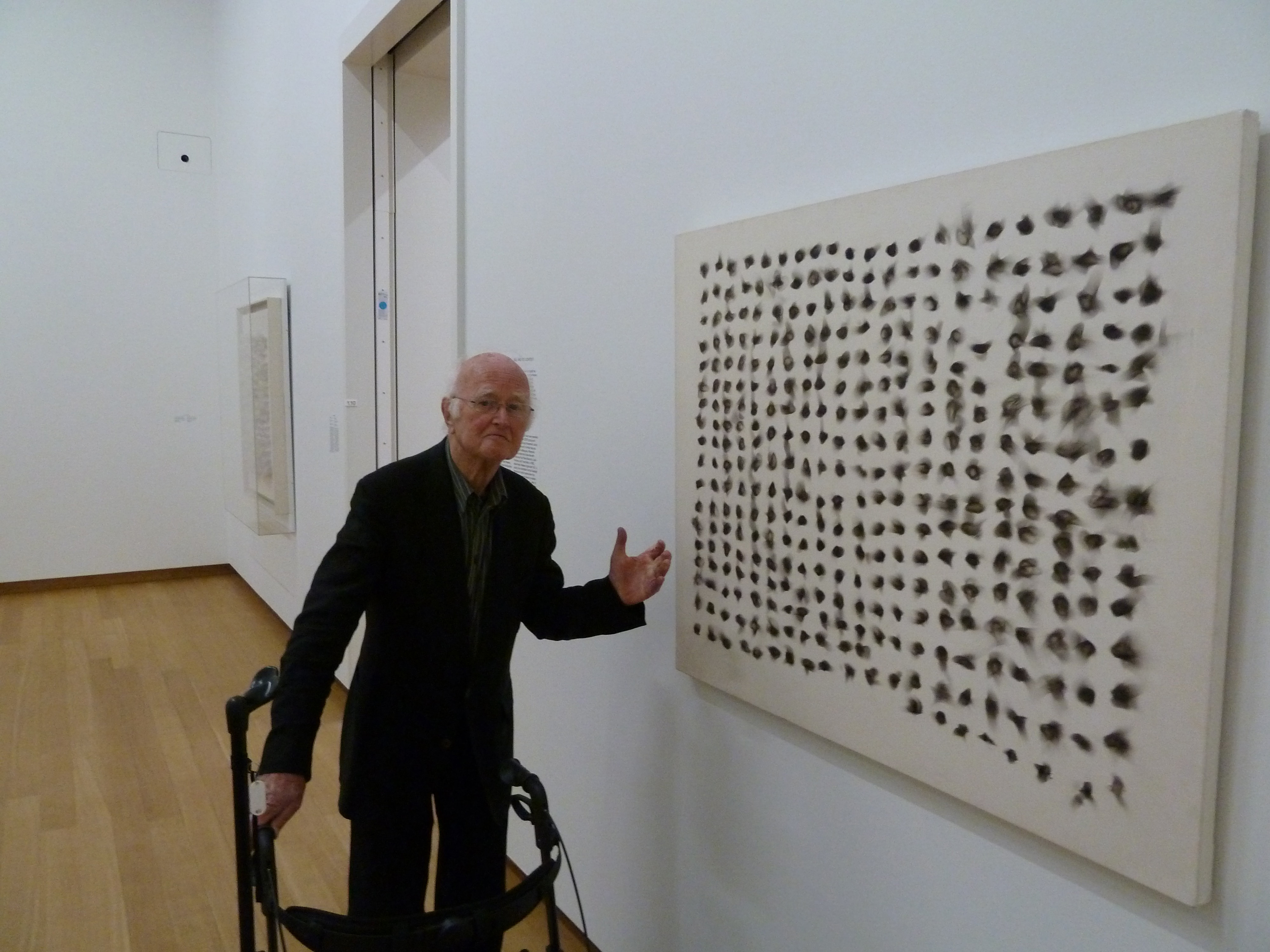
Henk Peeters voor zijn eigen werk bij de heropening van het Stedelijk Museum in Amsterdam in 2012. Foto: Mark Peeters

## Publicaties

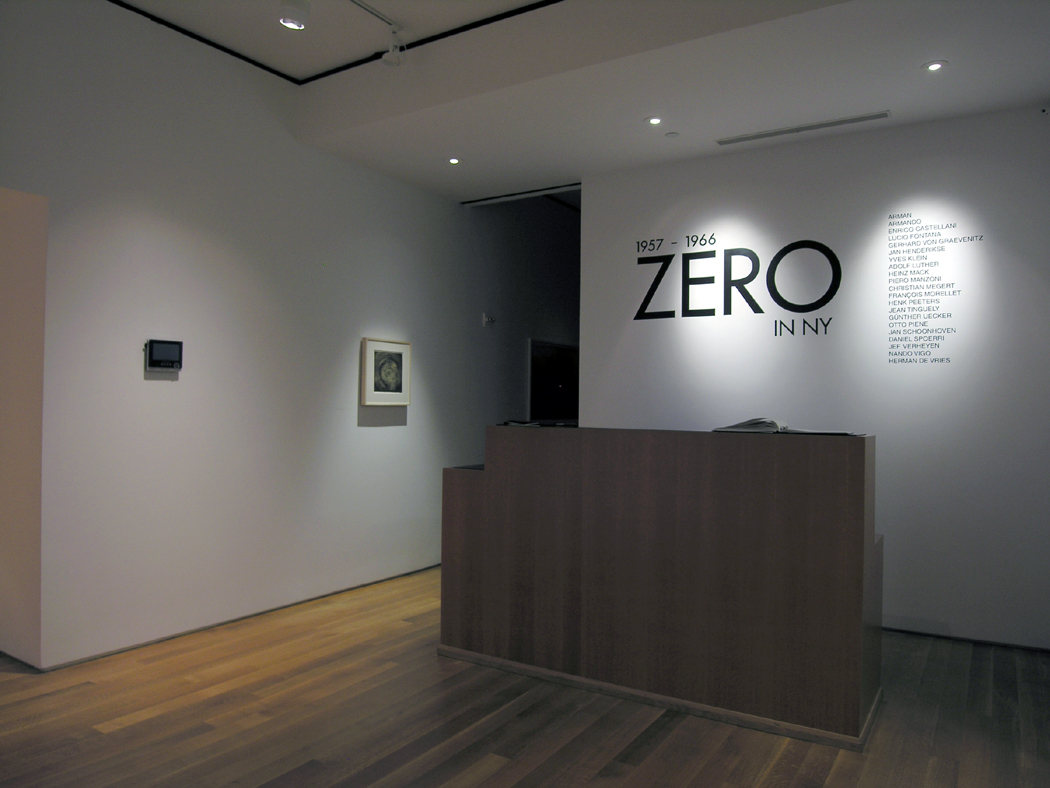
ZERO in NY, Sperone Westwater, New York

- Film De Zero Revolutie – Henk Peeters, 55 minuten, 2016, Scenario & Regie Sherman De Jesus, Memphisfilm
- Film: Hollandse Meesters in de 21e eeuw – Henk Peeters, 15 minuten, 2012, kleur, Dolby 5.1, Documentaire, Regie Sherman De Jesus
- Echt Peeters, Henk Peeters realist avant-gardist, Auteur: Marga van Mechelen, september 2011, ISBN 9789491196065
- “ZERO in NY“, the ZERO foundation/Sperone Westwater, New York/Düsseldorf/Ghent 2008, ISBN 978-90-76979-73-1
- “ZERO, Internationale Künstler Avantgarde“, Museum Kunst Palast/Cantz, met teksten van Jean-Hubert Martin, Valerie Hilling, Catherine Millet en Mattijs Visser, Düsseldorf/Ostfildern 2006, ISBN 3-9809060-4-3